# ТЕЦ Краків (TAMEH)
ТЕЦ Краків (TAMEH) — теплоелектроцентраль на півдні Польщі у місті Краків.
Споруджена у 1950-х роках ТЕЦ первісно належала до комплексу споруд металургійного комбінату Huta Lenina (після декомунізації Huta Sendzimira). Наразі вона відокремлена від нього та належить компанії TAMEH — спільному підприємству енергетичного концерну TAURON і металургійного гіганта ArcelorMittal.
Станом на початок 2010-х у складі ТЕЦ працювали 7 котлів: чотири ТР-230, два OPG-220 та один OPG-230 (три останні постачені рацибузькою компанією Rafako). Вони живили чотири турбіни — № 3 типу WT-25-4 потужністю 25 МВт, № 4 типу WR-6-2 з показником 6 МВт та № 5 і № 6 типу WPT-25-4 потужністю по 25 МВт. Теплова потужність встановленого на станції обладнання при цьому становила 570 МВт.
Станом на другу половину того ж десятиліття в роботі знаходились лише три котли ТР-230 (введені в дію у 1954—1955 роках з заводськими номерами 1, 2 та 3), один OPG-220 (постачений у 1967-му, заводський номер 7) та один OPG-230 (1983 року виробництва з номером 8). При цьому в роботі залишались три турбіни потужністю по 25 МВт.
Як паливо станція споживала вугілля, а також продуковані металургійним виробництвом вторинні горючі гази — доменний та коксовий. У 2018-му котел № 8 повністю перевели на газове паливо (окрім названих, у ньому можливе також спалювання природного газу). Найближчим часом планували повністю відмовитись від спалювання вугілля, для чого замовили два нові газові котли SteamGen™ 4, які живитимуть турбіну Siemens SST-600 потужністю 55 МВт (станом на перший квартал 2020-х знаходилась у процесі монтажу).
Вся продукція ТЕЦ споживається металургійним комбінатом ArcelorMittal.